# Ti fa bella l'amore
Ti fa bella l'amore è l'ottavo album del cantante italiano Nicola Di Bari, pubblicato su 33 giri dalla RCA Italiana (catalogo TPL1-1104) nel 1974.

## Tracce
Lato A
1. Ti fa bella l'amore (Antonello De Sanctis, Paolo Frescura)
2. Libertà  (John Denver, Antonello De Sanctis, Franca Evangelisti)
3. Ma chi  (Nicola Di Bari, Marcello Marrocchi)
4. Prova a chiamarmi amore (Nicola Di Bari, Lelio Granieri, Adriano Tomassini, Rino Gaetano)
5. La sorgente   (Danny B. Besquet, Guido Lamberti)
6. Una canzone   (Enzo De Luca, Henryk Topel)

Lato B
1. Ad esempio a me piace il sud   (Rino Gaetano)
2. Profondamente   (Elio Isola, Mogol)
3. L'artista (Piero Aloise, Luigi Lopez, Carla Vistarini)
4. Un giorno non più inverno non ancora primavera (Silvio Capitta, Massimiliano Orfei, Toto Torquati)
5. Questo amore tanto grande  (Nicola Di Bari, Rino Gaetano)

## Crediti
- Baba Yaga - Cori